# Le Plus Beau Cadeau de Noël (téléfilm, 2000)
Le Plus Beau Cadeau de Noël ou Une tempête de Neige pour Noël au Québec (The Ultimate Christmas Present) est un téléfilm de Noël américain de la collection des Disney Channel Original Movie avec Hallee Hirsh et Brenda Song. Le téléfilm a été diffusé le 1er décembre 2000 sur Disney Channel, puis en France sur Disney Channel et au Québec sur le réseau V.

## Synopsis
Deux adolescentes, Allie Thompson (Hallee Hirsh) et Samantha Kwan (Brenda Song) trouvent une machine qui contrôle le temps et font tomber la neige à Los Angeles. Au début, la neige est un plaisir pour tous ceux qu'elle touche, mais lorsqu'elle se transforme en tempête jusqu'à San Francisco, la plaisanterie perd tout à coup son intérêt.
Noël s'annonce triste, le père de Allie étant coincé à San Francisco et risquant de ne pas arriver à la maison à temps pour Noël. Quant à Samantha, dont le père a disparu pendant la période de Noël quelque temps plus tôt, cette période n'est jamais facile pour elle.
De plus, un journaliste aux dents longues qui convoite la machine du temps, fait irruption dans la vie des filles dans le but de la voler.
Mais c'est sans compter sur le père Noël, le véritable propriétaire de la machine, qui se décide à venir chercher lui-même son bien accompagné de deux elfes pas très conventionnels.

## Distribution
- Hallee Hirsh (VF : Charlyne Pestel) : Allie Thompson
- Brenda Song (VF : Adeline Chetail) : Samantha Kwan
- Hallie Todd (VF : Virginie Méry) : Michelle Thompson
- Spencer Breslin (VF : Kelyan Blanc) : Joey Thompson
- John Salley (VF : Julien Kramer) : Crumpet
- Susan Ruttan : Mme Noël
- John B. Lowe (VF : Gérard Boucaron) : Père Noël
- Greg Kean (VF : Guillaume Orsat) : Steve Thompson
- Jason Schombing : M. Martino
- Bill Fagerbakke : Sparky
- Peter Scolari (VF : Nicolas Marié) : Edwin Hadley
- Zahf Paroo : Ruben
- Laara Ong : Linda Kwan